# Municipio de Wabash (condado de Gibson)
El municipio de Wabash (en inglés: Wabash Township) es un municipio ubicado en el condado de Gibson en el estado estadounidense de Indiana. En el año 2010 tenía una población de 30 habitantes y una densidad poblacional de 0,3 personas por km².

## Geografía
Según la Oficina del Censo de los Estados Unidos, tiene una superficie total de 98.39 km², de la cual 91,94 km² corresponden a tierra firme y (6,55 %) 6,45 km² es agua.

## Demografía
Según el censo de 2010, había 30 personas residiendo. La densidad de población era de 0,3 hab./km². De los 30 habitantes, el municipio de Wabash estaba compuesto por el 100 % blancos. Del total de la población el 0 % eran hispanos o latinos de cualquier raza.